# Faustus z Milewum
Faustus z Milewum – manichejski biskup, po spotkaniu z którym Augustyn z Hippony porzucił manicheizm. Nauka Faustusa bazuje na interpretacji Nowego Testamentu, z którego przyjmuje jedynie listy Pawłowe i okrojone Ewangelie. W chrystologii Faustus wyznaje doketyzm, a w antropologii – dualizm.